# Nur für einen Tag
Nur für einen Tag (Originaltitel: Partir un jour) ist ein französischer Spielfilm von Amélie Bonnin aus dem Jahr 2025. Bei der Tragikomödie mit Musical-Elementen handelt es sich um eine Variation des Kurzfilms Raus aus der Provinz der Regisseurin aus dem Jahr 2021. Erneut besetzte Bonnin die Hauptrollen mit Juliette Armanet und Bastien Bouillon. Im Mittelpunkt der Handlung steht eine professionelle Gourmetköchin, die aus familiären Gründen von der Großstadt in die Provinz zurückkehrt, wo sie auf ihre frühere Jugendliebe trifft. Das Werk, Bonnins Spielfilmdebüt, wurde als Eröffnungsfilm der Internationalen Filmfestspiele von Cannes ausgewählt. Die Uraufführung und der gleichzeitige Kinostart in Frankreich fanden am 13. Mai 2025 statt.

## Handlung
Cécile hat durch ihren Sieg bei der Reality-Kochshow Top Chef Bekanntheit erlangt. Nun plant die 40-jährige Köchin, gemeinsam mit ihrem Lebensgefährten Sofiane ein eigenes Gourmetrestaurant in Paris zu eröffnen. Céciles langgehegtem Traum kommt der Herzinfarkt ihres Vaters Gérard dazwischen, der gemeinsam mit ihrer Mutter Fanfan ein Hotelrestaurant in ihrem Heimatdorf betreibt. Gleichzeitig bemerkt sie, dass sie schwanger ist. Da Gérard während seiner Genesung keinem Stress ausgesetzt werden soll, kehrt Cécile in die Provinz zurück und hilft vorübergehend beim Betrieb des L’Escale mit.
Fernab der Hektik der Großstadt trifft Cécile ihre frühere Jugendliebe Raphaël wieder. Der Mechaniker hat das Dorf ihrer Kindheit niemals verlassen. Beide schwelgen in alten Erinnerungen und Raphaël veranstaltet mit ihr Spritztouren auf seinem Motorrad oder begleitet sie zum gemeinsamen Eislaufen. Gleichzeitig denkt Céciles Vater nicht im Traum daran, sich von der Küche des L’Escale fernzuhalten. Sie muss daraufhin ihren Aufenthalt in der Provinz unfreiwillig verlängern. Verkompliziert wird die Situation durch die Ankunft von Céciles Lebensgefährten Sofiane, der von der Existenz Raphaëls nichts wusste. Schon bald ist sie zwischen den zwei Männern hin- und hergerissen.

## Veröffentlichung
Nur für einen Tag (englischsprachiger Titel: Leave One Day) wurde als Eröffnungsfilm des am 13. Mai 2025 beginnenden 78. Filmfestivals von Cannes ausgewählt. Dort wurde das Werk außer Konkurrenz gezeigt. Es ist das erste Mal, dass einer Debütregisseurin diese Ehre zuteilwurde. Ein regulärer Kinostart in Frankreich fand zeitgleich am selben Tag durch den Verleih Pathé statt.